# Оконкво, Изучукву
Изучукву Оконкво (англ. Izuchukwu Okonkwo; род. 5 апреля 2006 года) — нигерийский футболист, полузащитник болгарского клуба «Ботев».

## Карьера
Изучукву является воспитанником российского футбольного клуба «Виста» из Геленджика. Летом 2024 года он заключил контракт с болгарской командой «Ботев». Полузащитник вместе с другим новичком «Ботева» и воспитанником «Висты» Джоном Батиги сразу был отдан в аренду армянскому «Вану». Изучукву дебютировал за «Ван» 4 августа в матче чемпионата Армении против клуба «Арарат-Армения». 16 октября полузащитник забил свой первый гол в карьере, поразив ворота во встрече с «Урарту» в рамках армянской премьер-лиги. Всего в сезоне 2024/25 он поразил ворота соперников 6 раз в 28 играх.